# Lubuk Sirih Ulu
Lubuk Sirih Ulu is een bestuurslaag in het regentschap Bengkulu Selatan van de provincie Bengkulu, Indonesië. Lubuk Sirih Ulu telt 341 inwoners (volkstelling 2010).